# Павілостський край
Павіло́стський кра́й (латис. Pāvilostas novads) — адміністративно-територіальна одиниця Латвійської Республіки. Розташований у західній частині країни, в історичному регіоні Курляндія. Адміністративний центр — Павілоста. Створений 2009 року. Площа — 515 км². Населення — 2850 осіб (2011). До складу краю входять 1 місто і 2 волості.